# Henri Pirenne

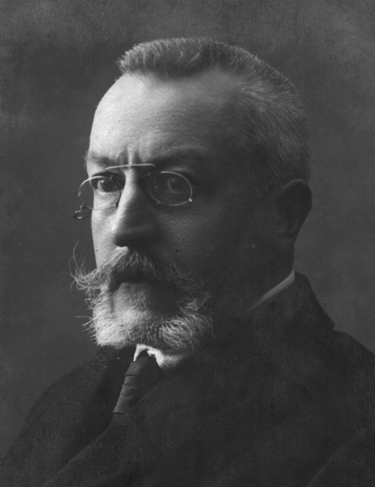
Henry Pirenne

Henri Pirenne, född 23 september 1862 i Verviers, död 25 december 1935 i Uccle, belgisk historiker, professor i Gent 1886-1930. En av 1900-talets mest betydelsefulla historiker. Han är främst känd för sin tes om den ekonomisk-kulturella utvecklingen under äldre medeltid. 

## Medeltidshistoriker
Pirenne var specialist på Belgiens medeltidshistoria och har bl.a. utgett Bibliographie de l'histoire de Belgique (1893), Histoire de Belgique (6 bd, 1900-26), Les villes du moyen âge (1928), "La fin du moyen âge" (i Peuples et civilisations, 7, 1931) samt värdefulla editioner av medeltidskrönikor. 

### Pirennes tes
De germanska folkvandringarna bröt enligt Pirenne inte utvecklingen i Europa. Istället hävdar han en annan katastrofteori: Islams erövringar under 600- och 700-talen bröt sönder medelhavsvärlden och blockerade den öst-västliga fjärrhandeln som hade gett liv åt den antika ekonomin. Det var under det tidevarv som börjar med Muhammed och slutar med Karl den store som det agrara, självhushållande medeltida Europa kom till och antiken som livsform försvann.
Pirenne-tesen är ohållbar. Den bygger på att man kan påvisa att orientaliska varor nådde merovingerriket genom syriska köpmän, att fjärrhandeln alltså fungerade omkring 600. Men ingenting är känt om den handelns omfattning - den kan ha varit helt marginell. Vidare ville Pirenne visa att 700-talets karolingiska Frankrike var avskuret från den internationella handeln. Men källmaterialet är för sprött för sådana slutsatser: köpenskapen kan ha bedrivits utan att sätta spår som har bevarats till vår tid. 
"Utan Muhammed ingen Karl den store" var den paradoxala konklusionen av Pirennes tes som återfinns i Mahomet et Charlemagne (1935). Ny civilisation tog form efter araberna. "Utan islam knappast något frankiskt imperium; Karl den store är otänkbar utan Muhammed." Forskarna är ense om att Pirennes tes måste uppges. Islam åstadkom inte en så skarp brytning som Pirenne menade sig kunna påvisa.

## Tyskarnas fånge
På grund av sitt agiterande för "moraliskt motstånd" mot Tyskland under första världskriget hölls han, tillsammans med sin kollega Paul Fredericq, av tyskarna i fängelse 1916-18, varom han utgav Souvenirs de captivité en Allemagne (1920). Mélanges d'histoire offerts à Henri Pirenne (två band, 1926) innehåller bl.a. bibliografi över Pirennes skrifter. 
Pirenne invaldes 1931 som utländsk ledamot nummer 742 av Kungliga Vetenskapsakademien.